# 星沢なな
星沢 なな（ほしざわ なな、1990年3月1日 - ）は、日本のAV女優。h.m.pに所属。
趣味はショッピング、特技は書道、バドミントン、テニスである。現役国立女子大生という触れ込みが話題になっておりフライデーでも取り上げられている。絵色千佳と仲が良い。

## 出演作品
2010年
- 『デビュー★4時間 星沢なな』（4月21日、h.m.p）
- 『何されてもカメラ目線で見つめながらセックス…。』（5月21日、h.m.p）
- 『h.m.pカウントダウン2010 ［Pandra］ BEST HIT RANKING 4時間』（5月21日、h.m.p）他多数出演
- 『ときめきガールフレンド4時間 恋人気分でヌケる☆イチャイチャSEXベスト10』（5月21日、h.m.p）他多数出演
- 『現役国立女子大生 アナタのお宅にリアルドールを派遣します。』（6月21日、h.m.p）
- 『現役国立女子大生 都合のいいカラダ』（7月21日、h.m.p）
- 『h.m.pがお贈りするたっぷり50人 A級☆美少女 8時間2枚組』（7月21日、h.m.p）他多数出演
- 『純粋な顔して変態SEXにハマる現役国立女子大生』（8月21日、h.m.p）
- 『新人アイドル☆セレクトセックス4時間』（7月21日、h.m.p）他出演 水野つかさ、佐倉カオリ、相澤リナ
- 『h.m.pカウントダウン2010 ［Ikaros］ BEST HIT RANKING 4時間』（9月3日、h.m.p）他多数出演
- 『スーパー女子校生Bomb! 8時間2枚組』（9月3日、h.m.p）他多数出演
- 『100％ 星沢なな BEST 4時間』（11月5日、h.m.p）
- 『スーパー女子校生Bomb! 8時間2枚組』（12月3日、h.m.p）他多数出演

2011年
- 『神様、どうか僕の好きなAV女優がカメラ目線でエッチなことをしてくれますように!』（1月1日、h.m.p）他多数出演
- 『ザ・競泳水着Bomb! 4時間』（2月4日、h.m.p）他多数出演

### 写真集
- 美乳NANA（2010年4月20日、双葉社、撮影：細井智燿）ISBN 978-4575302103